# Bukhoor

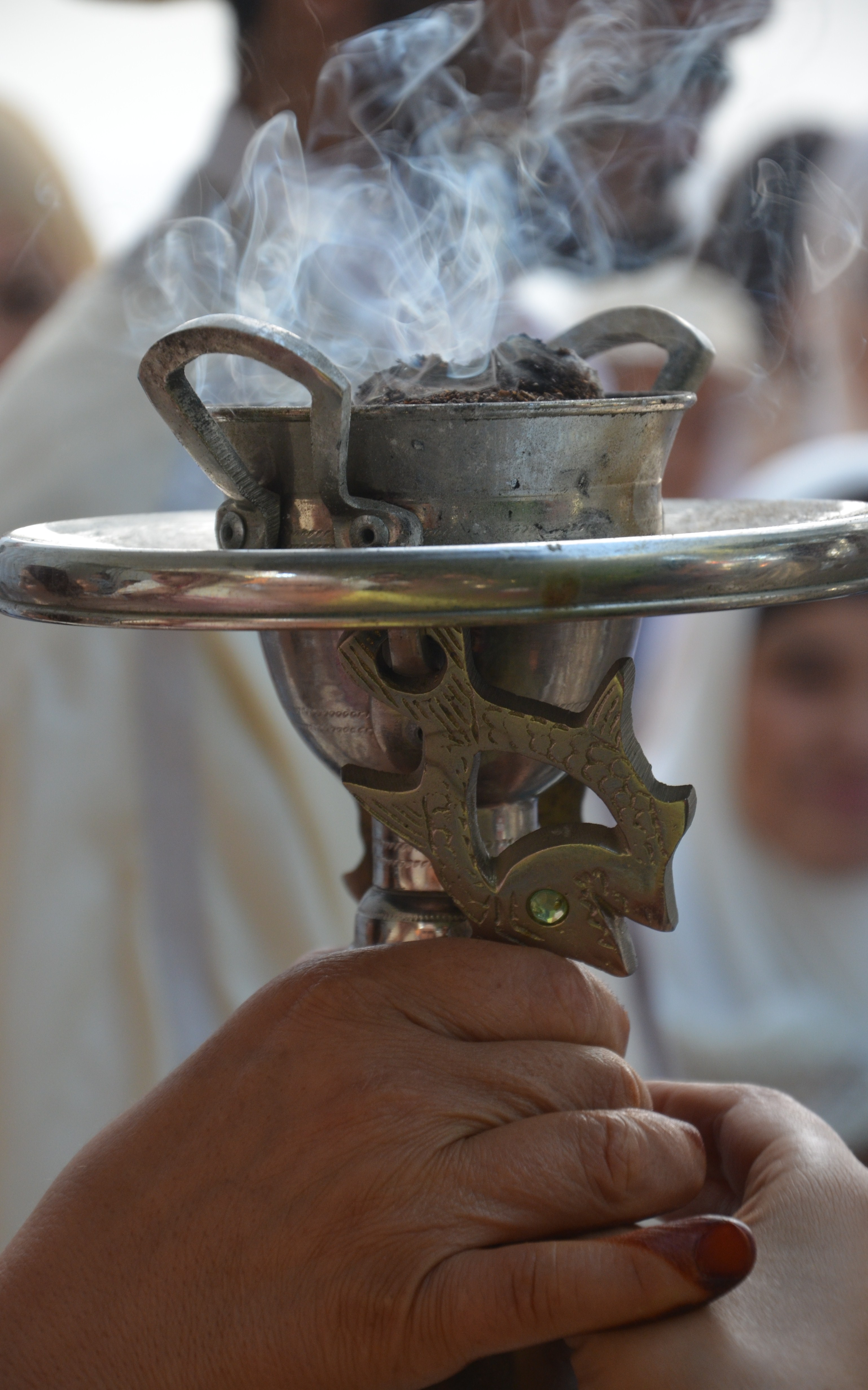
Brandende bukhoor

Bukhoor (Arabisch بخور) is een soort parfum dat populair is in de Arabische landen.
Ook bevat Bukhoor wierook. De wierook bestaat uit houtsnippers die doordrenkt zijn met geurende olie. Deze worden net als wierook in een brandertje verbrand, waarbij de geur vrijkomt.